# Taenaris onolaus
Taenaris onolaus är en fjärilsart som beskrevs av Kirsch 1877. Taenaris onolaus ingår i släktet Taenaris och familjen praktfjärilar. Inga underarter finns listade i Catalogue of Life.